# Amphiboloïde
Un amphiboloïde est un minéral de la famille des inosilicates du système triclinique.
Ce sont des minéraux rarissimes dont l'aenigmatite (ou cosyrite) est le plus connu. Ils existent en tant que minéraux accessoires des roches plutoniques alcalines (granite, syénite, etc.).